# Ponta do Homem da Capa
A Ponta do Homem da Capa é uma formação geológica costeira de São Tomé e Príncipe, localizado na ilha de São Tomé, a Sul da província Caué. Este acidente geológico localiza-se entre Praia da Piscina e a Ponta Lama Porco, próximo ao Ilhéu das Rolas.